# Rajd Hiszpanii 2008
Rezultaty Rajdu Hiszpanii (44º Rally RACC Catalunya – Costa Daurada), 12. rundy Rajdowych Mistrzostw Świata w 2008 roku, który odbył się w dniach 3-5 października:

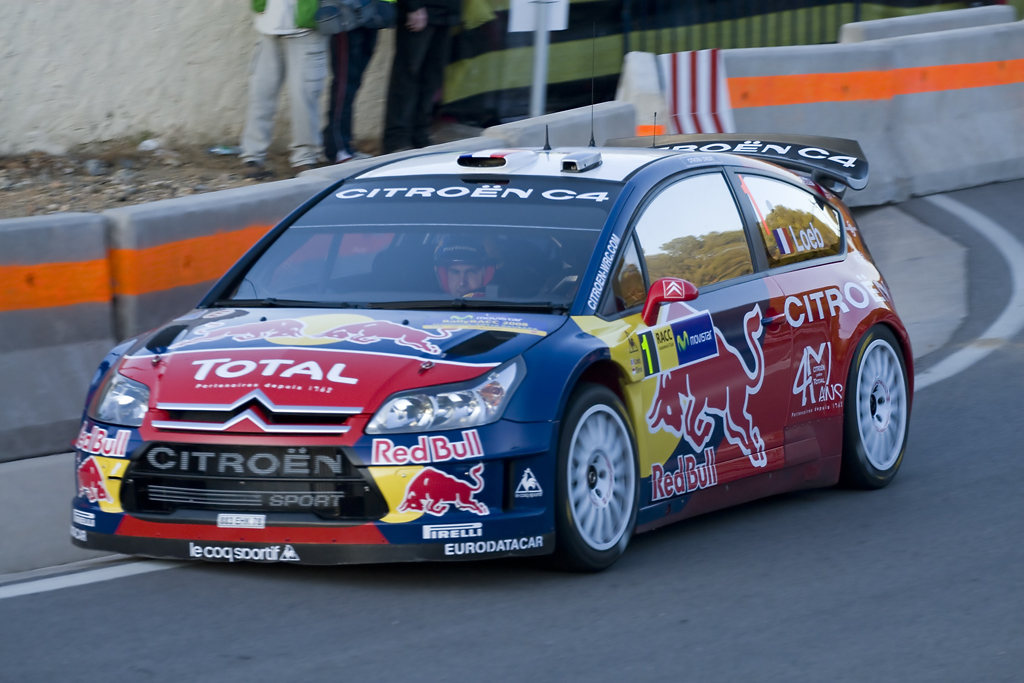
Sébastien Loeb podczas trzeciego dnia rajdu

## Klasyfikacja ostateczna
| Msc.     | Kierowca           | Pilot               | Samochód               | Czas      | Strata  | Grupa | Punkty |
| WRC      | WRC                | WRC                 | WRC                    | WRC       | WRC     | WRC   | WRC    |
| -------- | ------------------ | ------------------- | ---------------------- | --------- | ------- | ----- | ------ |
| 1.       | Sébastien Loeb     | Daniel Elena        | Citroën C4 WRC         | 3:21:17.4 |         | A8 M  | 10     |
| 2.       | Daniel Sordo       | Marc Marti          | Citroën C4 WRC         | 3:21:42.3 | 24.9    | A8 M  | 8      |
| 3.       | Mikko Hirvonen     | Jarmo Lehtinen      | Ford Focus RS WRC 07   | 3:22:19.9 | 1:02.5  | A8 M  | 6      |
| 4.       | François Duval     | Patrick Pivato      | Ford Focus RS WRC 07   | 3:22:28.2 | 1:10.8  | A8 M  | 5      |
| 5.       | Petter Solberg     | Phil Mills          | Subaru Impreza WRC2008 | 3:24:44.8 | 3:27.4  | A8 M  | 4      |
| 6.       | Jari-Matti Latvala | Miikka Anttila      | Ford Focus RS WRC 07   | 3:25:21.2 | 4:03.8  | A8 M  | 3      |
| 7.       | Chris Atkinson     | Stéphane Prévot     | Subaru Impreza WRC2008 | 3:25:22.3 | 4:04.9  | A8 M  | 2      |
| 8.       | Andreas Mikkelsen  | Ola Floene          | Ford Focus RS WRC 07   | 3:26:37.0 | 5:19.6  | A8    | 1      |
| 9.       | Matthew Wilson     | Scott Martin        | Ford Focus RS WRC '07  | 3:29:00.6 | +7:43.2 | A8 M  |        |
| JWRC     |                    |                     |                        |           |         |       |        |
| 1. (16.) | Martin Prokop      | Jan Tománek         | Citroën C2 S1600       | 3:41:25.0 |         | A6    | 10     |
| 2. (17.) | Alessandro Bettega | Simone Scattolin    | Renault Clio R3        | 3:41:49.6 | 24.6    | A7    | 8      |
| 3. (20.) | Aaron Burkart      | Michael Kölbach     | Citroën C2 S1600       | 3:42:29.5 | 1:04.5  | A6    | 6      |
| 4. (22.) | Shaun Gallagher    | Paul Kiely          | Citroën C2             | 3:43:41.7 | 2:16.7  | A6    | 5      |
| 5. (23.) | Patrik Sandell     | Emil Axelsson       | Renault Clio S1600     | 3:46:05.0 | 4:40.0  | A6    | 4      |
| 6. (24.) | Jaan Mölder        | Frederic Miclotte   | Suzuki Swift S1600     | 3:47:14.1 | 5:49.1  | A6    | 3      |
| 7. (25.) | Stefano Albertini  | Piercarlo Capolongo | Renault Clio 16V       | 3:49:34.1 | 8:09.1  | A7    | 2      |
| 8. (28.) | Simone Bertolotti  | Daniele Vernuccio   | Renault Clio Sport     | 3:51:03.3 | 9:38.3  | A7    | 1      |

1. ↑  Litera M przy oznaczeniu grupy do której należy samochód oznacza, iż tylko ci kierowcy zdobywali punkty dla swoich zespołów liczonych w klasyfikacji producentów na koniec sezonu.

## Odcinki specjalne
| Dzień            | Odcinek | Godz. rozp. | Nazwa                           | Długość  | Zwycięzca   | Czas    | Średnia prędkość | Lider rajdu |
| ---------------- | ------- | ----------- | ------------------------------- | -------- | ----------- | ------- | ---------------- | ----------- |
| 1 3 października | OS1     | 08:16       | La Mussara 1                    | 20,48 km | S. Loeb     | 11:17.3 | 108,9 km/h       | S. Loeb     |
| 1 3 października | OS2     | 10:04       | Querol 1                        | 21,26 km | S. Loeb     | 11:13.2 | 113,7 km/h       | S. Loeb     |
| 1 3 października | OS3     | 10:47       | El Montmell 1                   | 24,14 km | S. Loeb     | 12:39.0 | 114,5 km/h       | S. Loeb     |
| 1 3 października | OS4     | 13:58       | La Mussara 2                    | 20,48 km | S. Loeb     | 11:14.0 | 109,4 km/h       | S. Loeb     |
| 1 3 października | OS5     | 15:46       | Querol 2                        | 21,26 km | S. Loeb     | 11:15.0 | 113,4 km/h       | S. Loeb     |
| 1 3 października | OS6     | 16:24       | El Montmell 2                   | 24,14 km | S. Loeb     | 12:33.0 | 115,4 km/h       | S. Loeb     |
| 2 4 października | OS7     | 08:44       | El Priorat / La Ribera d'Ebre 1 | 38,27 km | S. Loeb     | 21:30.9 | 106,7 km/h       | S. Loeb     |
| 2 4 października | OS8     | 09:57       | Les Garrigues 1                 | 8,60 km  | S. Loeb     | 5:02.7  | 102,3 km/h       | S. Loeb     |
| 2 4 października | OS9     | 10:28       | La Llena 1                      | 17,12 km | S. Loeb     | 9:35.6  | 107,1 km/h       | S. Loeb     |
| 2 4 października | OS10    | 13:47       | El Priorat / La Ribera d'Ebre 2 | 38,27 km | M. Hirvonen | 21:39.3 | 106,0 km/h       | S. Loeb     |
| 2 4 października | OS11    | 15:00       | Les Garrigues 2                 | 8,60 km  | S. Loeb     | 5:04.8  | 101,6 km/h       | S. Loeb     |
| 2 4 października | OS12    | 15:31       | La Llena 2                      | 17,12 km | F. Duval    | 9:49.6  | 104,5 km/h       | S. Loeb     |
| 3 5 października | OS13    | 08:05       | Riudecanyes 1                   | 16,32 km | F. Duval    | 10:32.8 | 92,8 km/h        | S. Loeb     |
| 3 5 października | OS14    | 09:06       | Santa Marina 1                  | 26,51 km | S. Loeb     | 15:49.1 | 100,6 km/h       | S. Loeb     |
| 3 5 października | OS15    | 10:02       | La Serra d'Almos 1              | 4,11 km  | D. Sordo    | 2:37.3  | 94,1 km/h        | S. Loeb     |
| 3 5 października | OS16    | 12:01       | Riudecanyes 2                   | 16,32 km | M. Hirvonen | 10:32.7 | 92,9 km/h        | S. Loeb     |
| 3 5 października | OS17    | 13:02       | Santa Marina 2                  | 26,51 km | M. Hirvonen | 15:53.9 | 100,0 km/h       | S. Loeb     |
| 3 5 października | OS18    | 13:58       | La Serra d'Almos 2              | 4,11 km  | M. Hirvonen | 2:39.9  | 92,5 km/h        | S. Loeb     |

## Klasyfikacja po 13 rundach
Tabele przedstawiają tylko pięć pierwszych miejsc.

### Kierowcy
| Lp. | Kierowca           | Pkt |
| --- | ------------------ | --- |
| 1   | Sébastien Loeb     | 96  |
| 2   | Mikko Hirvonen     | 84  |
| 3   | Daniel Sordo       | 59  |
| 4   | Chris Atkinson     | 42  |
| 5   | Jari-Matti Latvala | 37  |

### Producenci
| Lp. | Producent                          | Pkt |
| --- | ---------------------------------- | --- |
| 1   | Citroën Total WRT                  | 159 |
| 2   | BP Ford Abu Dhabi World Rally Team | 132 |
| 3   | Subaru World Rally Team            | 80  |
| 4   | Stobart VK Ford Rally Team         | 55  |
| 5   | Munchi's Ford WRT                  | 22  |